# Duygu Asena
Duygu Asena (* 19. April 1946 in Istanbul; † 30. Juli 2006 ebenda) war eine türkische Journalistin, Schriftstellerin und Frauenrechtlerin, siehe auch Frauenrechte in der Türkei.
Asena entstammt einer Familie der türkischen Mittelschicht. Ihr Großvater war der Adjutant Atatürks und spätere Abgeordnete Ali Şevket Öndersev.  Sie besuchte das private Mädchengymnasium  Kadıköy Özel Kız Koleji und studierte Pädagogik in Istanbul.
Im Jahr 1978 gründete sie die erste türkische Frauenzeitschrift Kadinca, in der Sexualität, Frauenrechte und Gewalt gegen Frauen thematisiert wurden. Anschließend leitete sie Mitte der 1980er Jahre die Zeitschriften Onyedi und Kim.
Ihr Roman Die Frau hat keinen Namen (1987; türkisch Kadının adı yok) erreichte eine hohe Leserschaft, wurde jedoch von den türkischen Behörden wegen „Obszönität“ verboten. Erst nach zweijährigem Streit wurde das Buch dann doch zugelassen, bis 2006 40-mal aufgelegt und erfolgreich verfilmt. Auch wurden Bücher von Duygu Asena in andere Sprachen übersetzt; in Deutschland erschien die Frauenrechtlerin in der Übersetzung von Barbara Yurtdaş.

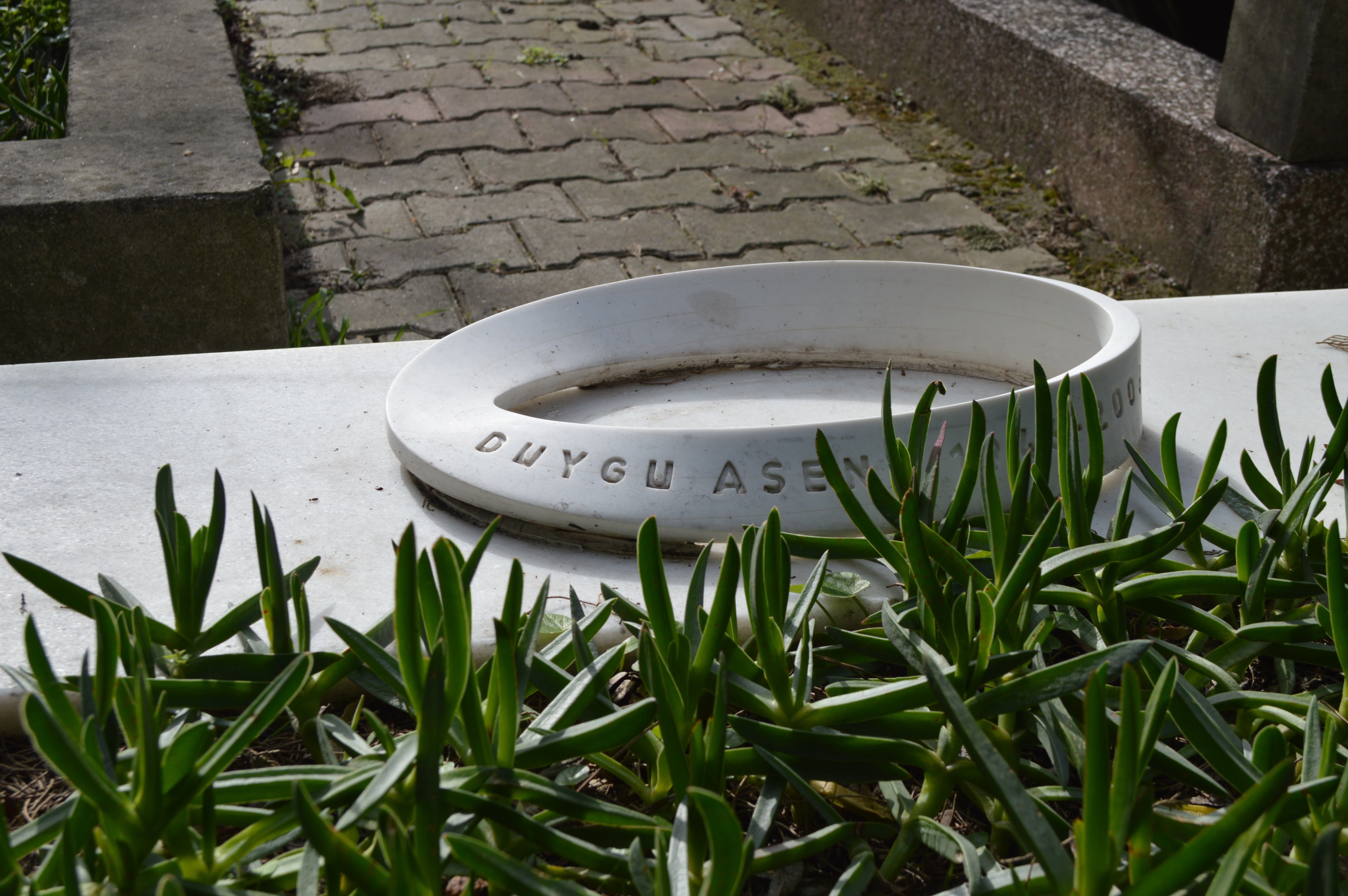
Grab von Duygu Asena Zincirlikuyu-Friedhof, Istanbul.

Nach zweijährigem Leiden erlag sie 2006 in ihrer Heimatstadt Istanbul einem Hirntumor.

## Werke
Auswahl, deutsche Ausgaben
- Die Frau hat keinen Namen – Eine Türkin entdeckt die Folgen des kleinen Unterschieds. Piper Verlag. München, Zürich 1992. ISBN 3-492-11485-7
- Meine Liebe, deine Liebe. Piper Verlag. München, Zürich 1994. ISBN 3-492-11792-9